# Hamburg-Steinwerder
Steinwerder (spelling tot 1946: Steinwärder; Nederduits : Steenwarder) is een stadsdeel van Hamburg in het district Hamburg-Mitte. Het is gelegen in het havengebied.

## Geografie

### Locatie
Het voormalige eiland Steinwerder ligt aan de samenvloeiing van de Norderelbe met de Köhlbrand. De oostelijke grens wordt gevormd door de Reiherstieg, een gekanaliseerde arm van de Elbe. Aan de zuidzijde ligt het voormalige eiland Neuhof, waarvan het noordelijke deel ook bij het stadsdeel Steinwerder hoort.

### Aangrenzende stadsdelen
Steinwerder grenst in het oosten aan Kleiner Grasbrook, in het zuidoosten aan Wilhelmsburg, in het westen aan Waltershof en in het noorden, aan de overzijde van de Elbe, aan Altona-Altstadt, St.Pauli, Neustadt en Hamburg-Altstadt.

### Structuur
Samen met Kleiner Grasbrook vormt Steinwerder het oostelijke deel van de haven van Hamburg. Steinwerder behoorde tot 31 December 2012 bijna volledig ingedeeld tot het vrijhavengebied. Het stadsdeel bestaat uit haven-, industrie- en handelsgebieden. Er zijn geen woonwijken.

## Geschiedenis

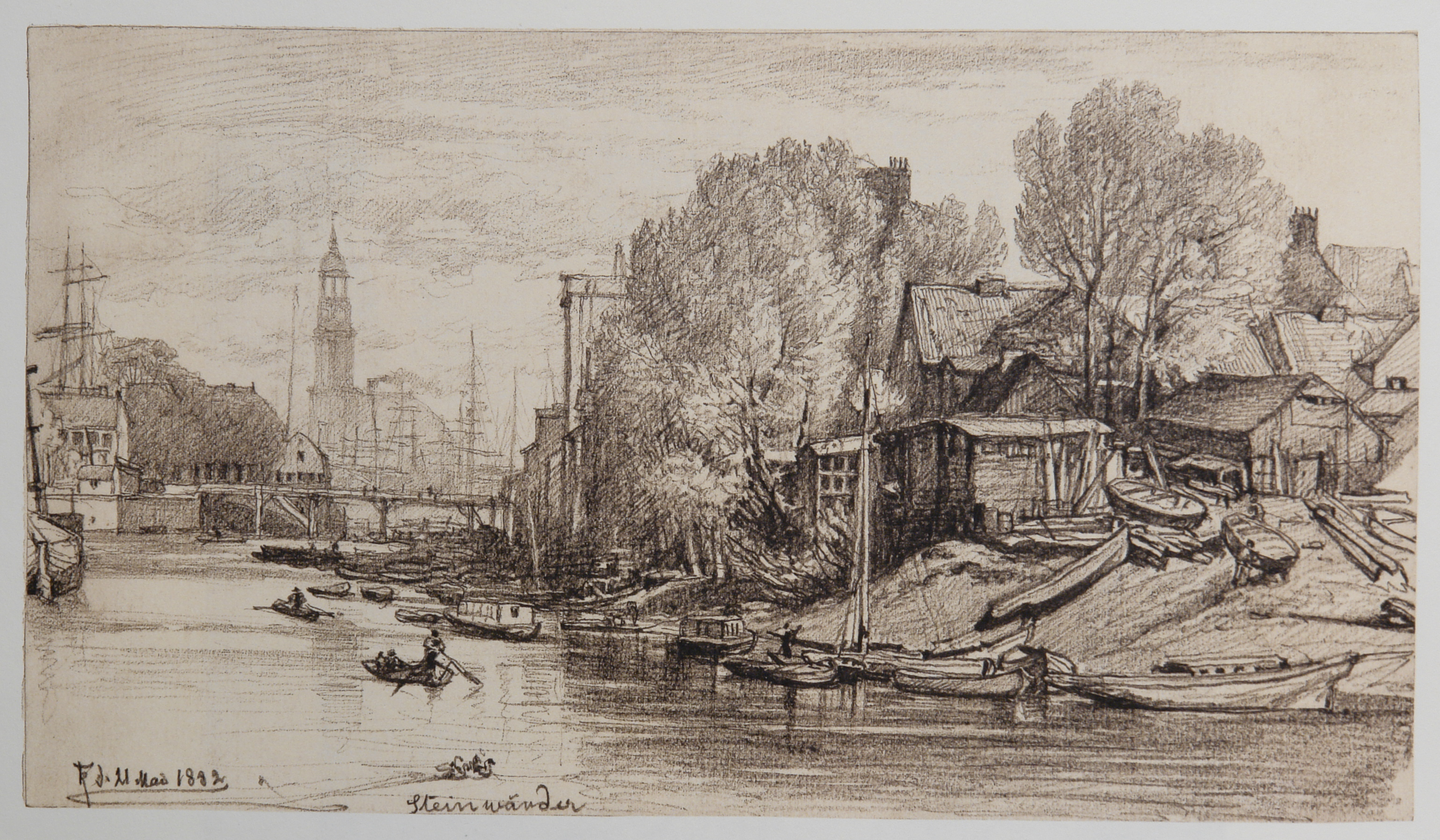
Zicht vanaf Steinwerder naar de Michel (Johann Theobald Riefesell 1882)

Het eiland Steinwerder, voorheen Nordersand genoemd, werd in de middeleeuwen bedijkt en kon daardoor bebouwd worden. Door het Gottorper-verdrag kwam het eiland in 1768 aan Hamburg toe. De naam Steinwerder ontstond in de volkstaal na de Grote Brand van 1842, toen het gebied werd vergroot met puin van de stad richting rivier en Reiherstieg. De term Werder duidt een riviereiland aan. In die tijd werden hier de eerste scheepswerven gebouwd. De eerste droogdokken en drijvende dokken van Hamburg werden daar in de jaren 1850 gegraven.
Op 1 december 1862 werd in samenwerking met bekende reders als Ferdinand Laeisz en Robert Miles Sloman (de jongere) de Hamburgse zeemansschool opgericht, die tot 1889 in Steinwerder was gevestigd en vervolgens omwille van de havenuitbreiding naar Waltershof verhuisde. Nadat de plaats in 1871 tot een buitenwijk was verheven, werd Steinwerder in 1894 als stadsdeel bij Hamburg opgenomen en in 1902 werd de volksnaam Steinwerder officieel als benaming aangenomen.

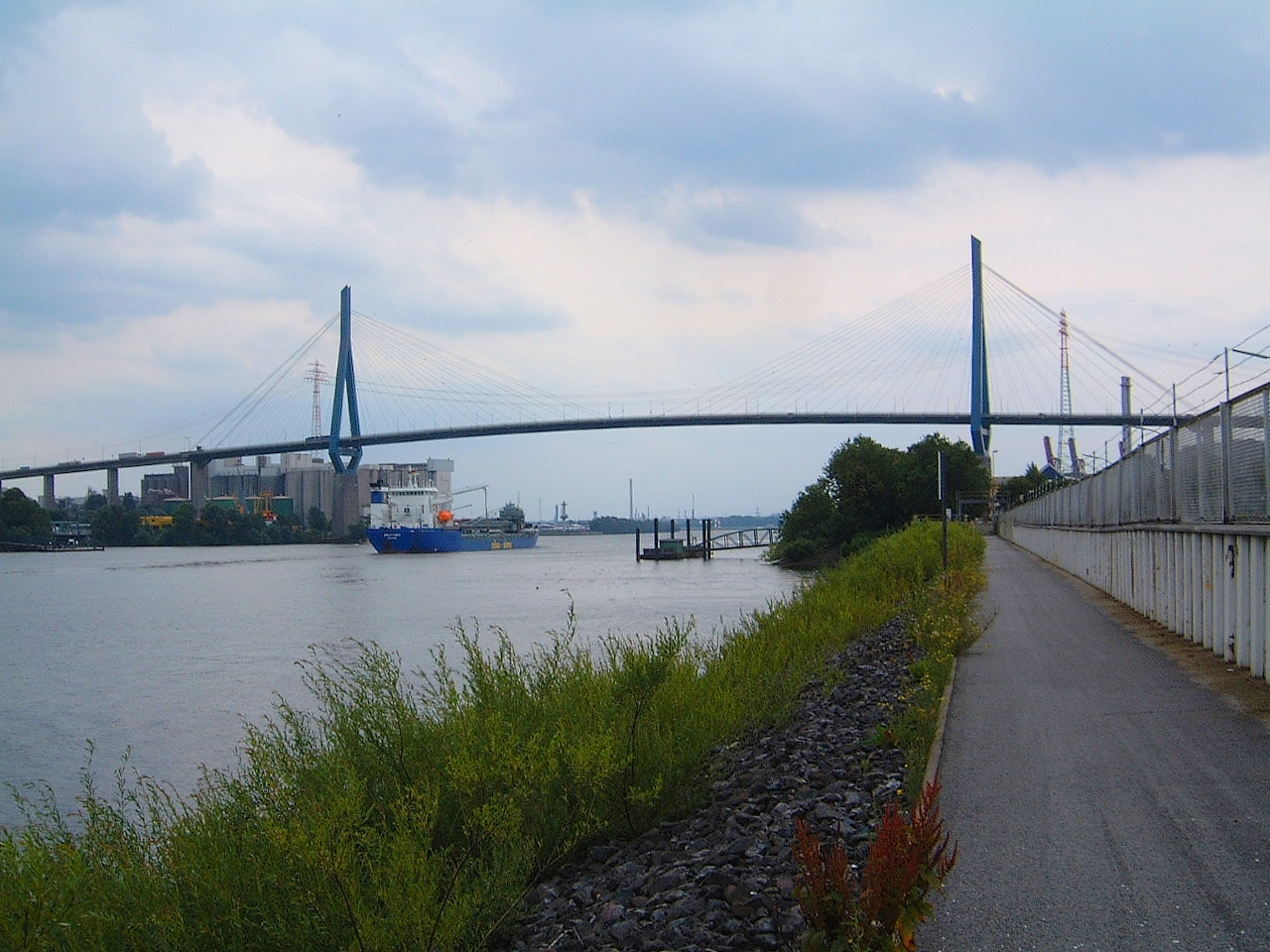
De Köhlbrandbrug overspant de Köhlbrand tussen Steinwerder en Waltershof

Aan het begin van de 20e eeuw werden als onderdeel van de havenuitbreiding de Kuhwerder Hafen, de Kaiser Wilhelm Hafen, de Ellerholzhafen, de Oderhafen, de Travehafen en de Roßhafen gebouwd. Enkele bassins, zoals de Kaiser-Wilhelm-Hafen, zijn al gedeeltelijk weer gedempt. Vanwege het Köhlbrand-contract van 1908 werd de Köhlbrand, die de Noord- en Zuid-Elbe verbindt, 600 meter naar het westen verplaatst. De oude loop is nog herkenbaar aan de Kolenschiffhafen.

## Politiek
Voor de verkiezingen van het gemeentebestuur behoort Steinwerder tot het kiesdistrict Billstedt-Wilhelmsburg-Finkenwerder, de resultaten worden samengevoegd met Kleiner Grasbrook. Voor de districtsvergadering behoort het tot de kiesdistricten Wilhelmsburg-West, Steinwerder, Waltershof, Finkenwerder, Neuwerk. Bij federale verkiezingen maakt Steinwerder deel uit van het kiesdistrict Hamburg-Mitte.

## Cultuur en bezienswaardigheden

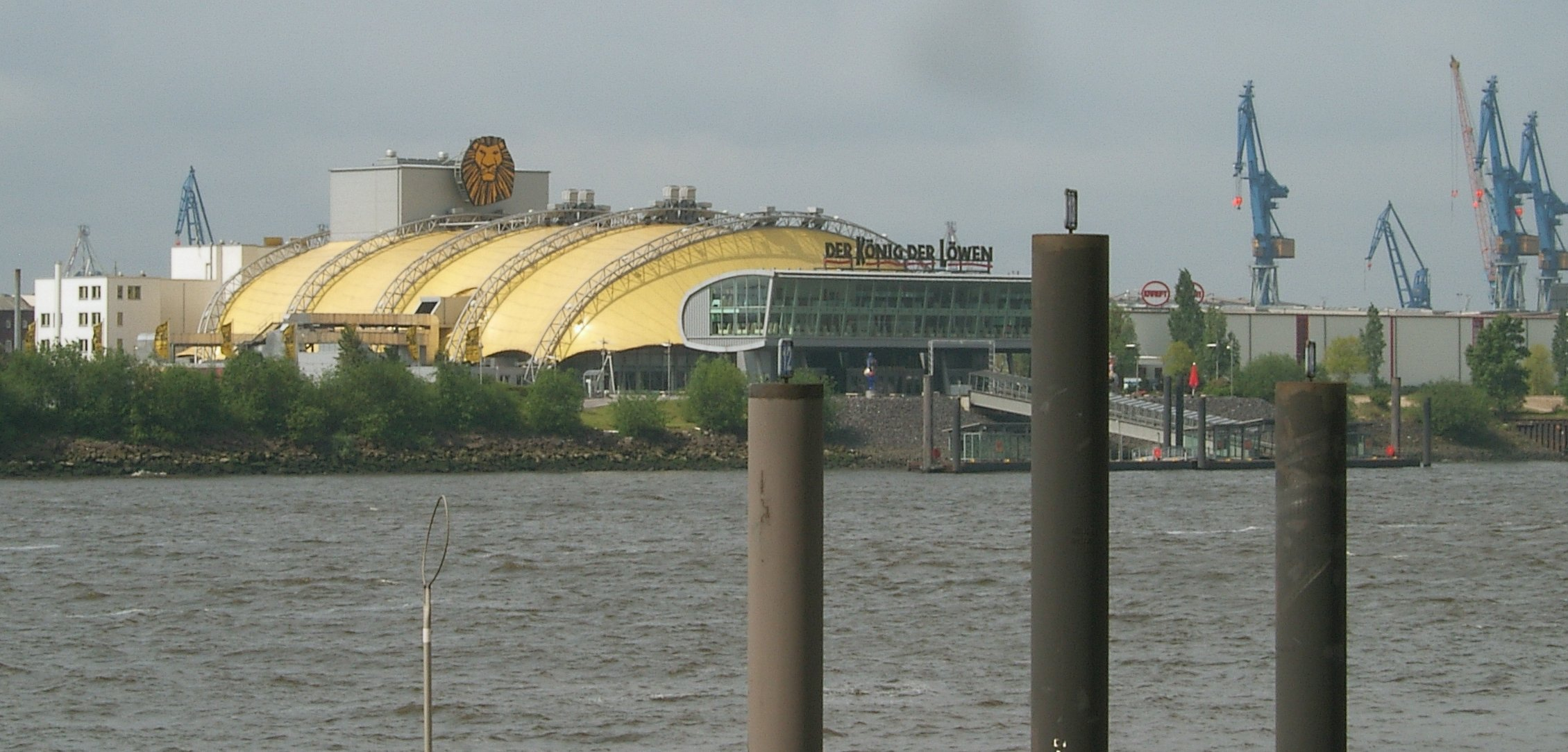
Het muziektheater voor de Lion King

### Theater
Op de site van de voormalige Stülcken-scheepswerf tussen Norderelbe en Guanofleet, werd begin de jaren 1990 een theater gebouwd waarin de musical The Lion King wordt uitgevoerd. In 2014 werd een ander theater geopend: het Stage Theater aan de Elbe. De eerste productie in dat theater was "Das Wunder von Bern".

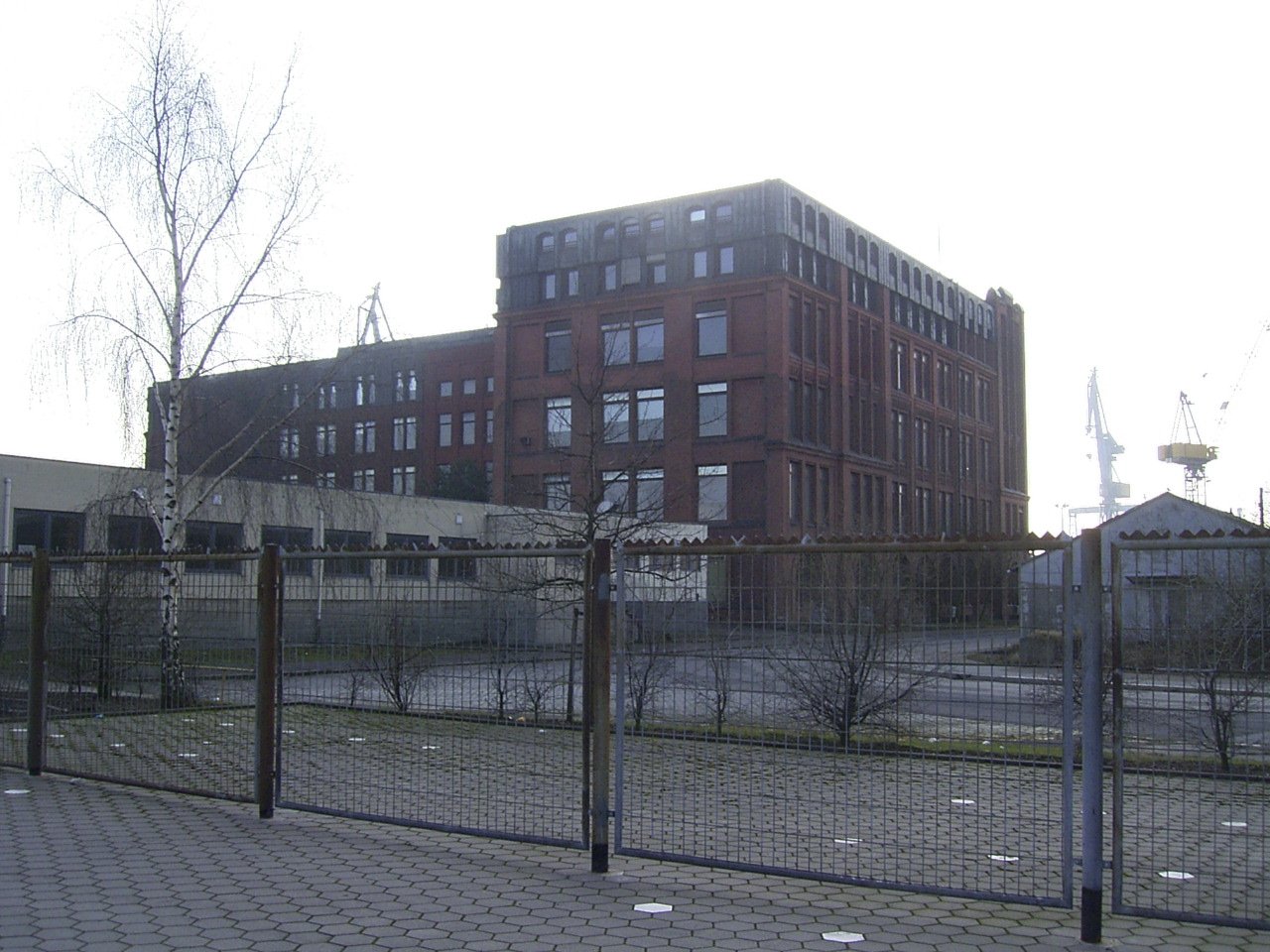
Administratiegebouw Blohm + Voss op Hermann-Blohm-Weg

### Gebouwen
Naast de oude Elbe-tunnel en de Köhlbrand-brug is ook het oude administratiegebouw Blohm + Voss, gebouwd in 1908, de moeite waard. Met zijn massieve uitzicht, dat toen van ver zichtbaar was, moest het de grootte en het belang van de scheepswerf aan het begin van de 20e eeuw symboliseren. Door de toenemende bebouwing in de omgeving en de modernisering door de architecten Schramm, Pempelfort en von Bassewitz, waarvan bijvoorbeeld de doorlopende atria in het interieur het slachtoffer werden, verloor het gebouw wat van zijn imposante uitstraling.

## Economie en infrastructuur
De Hamburg Port Authority (HPA) plant de Central Terminal Steinwerder (CTS) centraal in de haven van Hamburg. Het gaat om de herstructurering van een 125 ha groot gebied. In 2009 startte een marktonderzoek waarin de concepten en ideeën van een brede en internationale groep geïnteresseerden werden opgevraagd.

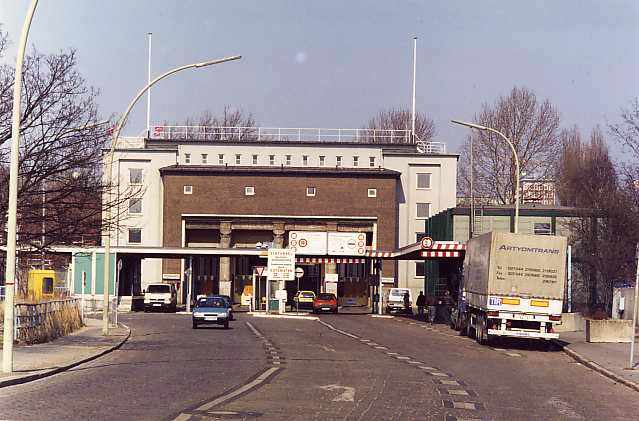
Toegang tot de oude Elbetunnel

### Verkeer
Sinds 1911 verbindt de oude Elbe-tunnel Steinwerder met de Landungsbrücken in St.Pauli.
De Köhlbrandbrug, waarvan de toegangshelling zich uitstrekt langs de gehele zuidrand van het stadsdeel, verbindt sinds 1974 Steinwerder met Waltershof. De brug maakte deel uit van de vrijhavenzone en verbindt het oostelijke en westelijke deel van de haven van Hamburg. Zij is alleen toegestaan voor gemotoriseerd verkeer.
Het gehele stadsdeel wordt doorkruist door de sporen van de Hamburgse havenspoorlijn. Er is in Steinwerder geen personenvervoer per spoor.
Veerboten van HADAG verbinden Steinwerder met Altona, St.Pauli en Waltershof. Buslijnen 256 van PVG en 152 van HHA (naar het Roß-gebied) rijden er alleen op weekdagen.
Het derde centrum voor cruiseschepen is sinds 2015 in Steinwerder gevestigd.

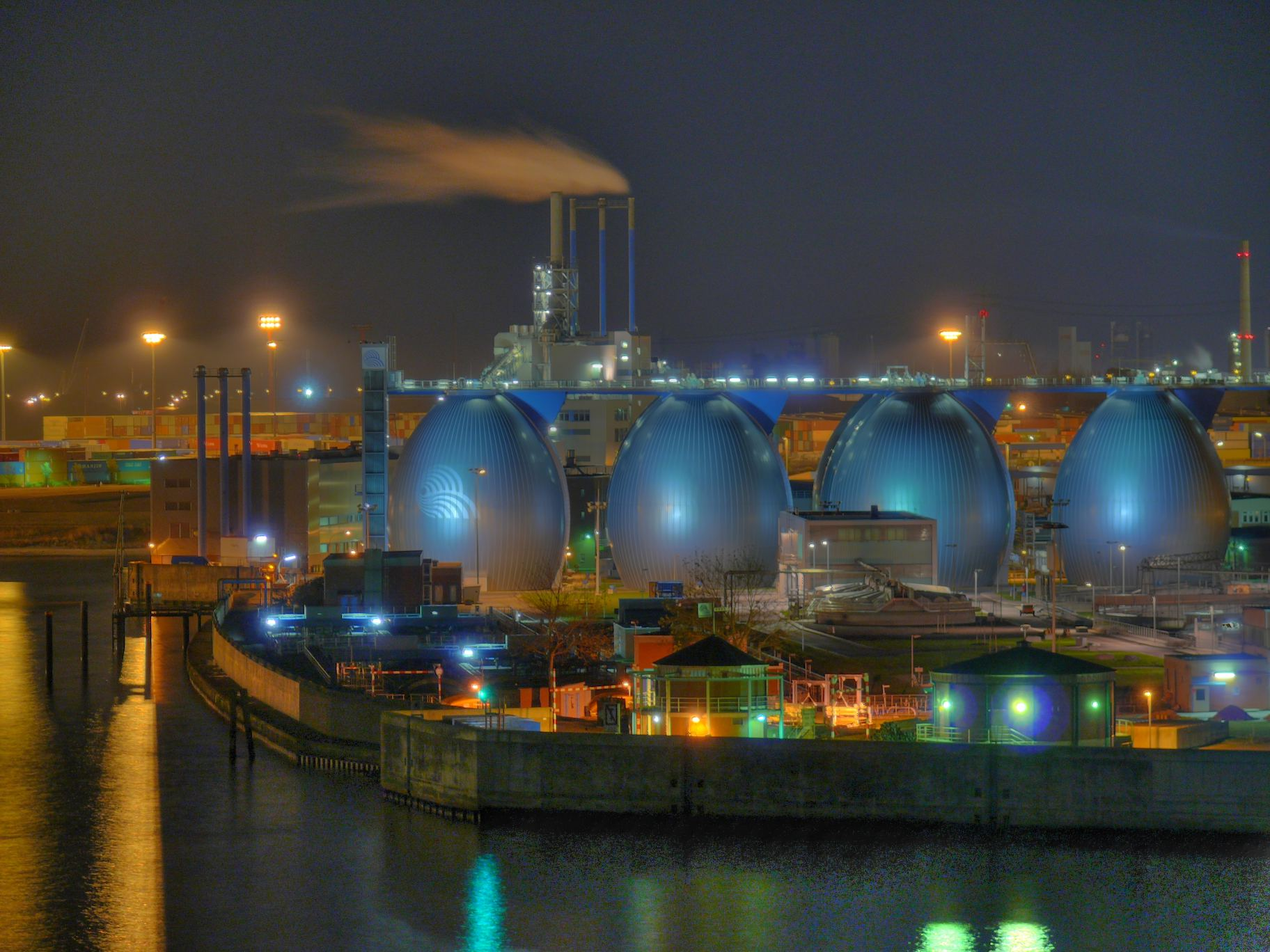
De rioolwaterzuiveringsinstallatie Köhlbrandhöft 's nachts

### Openbare instellingen
In het noordwesten van Steinwerder bevindt zich de rioolwaterzuiveringsinstallatie Köhlbrand van de Hamburgse stadsriolering uit 1961 met zijn eivormige stalen slibtanks.

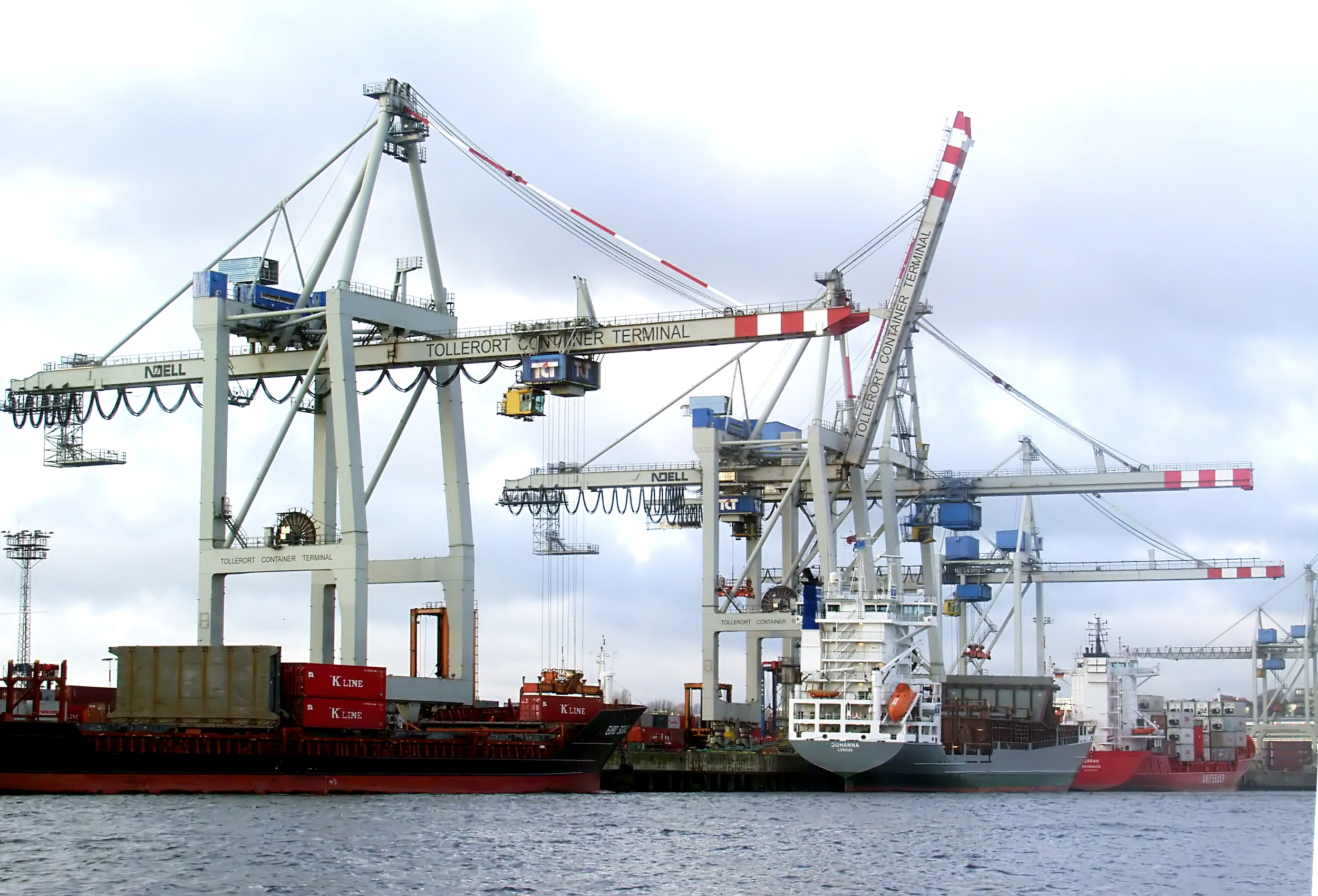
Tollerort containerterminal

### Bedrijven
In het noordwesten van Steinwerder ligt de Container Terminal Tollerort (CTT) van Hamburger Hafen und Logistik AG (HHLA). Het is een van de vier containerterminals in de haven van Hamburg. Aan de Travehafen bevond zich de Hansa Terminal van de Buss Group. De stad Hamburg heeft het contract, dat in december 2016 afliep, niet verlengd. De terminal werd gesloten.

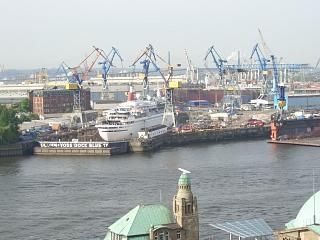
Scheepswerf Blohm + Voss met droogdok Elbe 17

Het domein van de scheepswerf Blohm + Voss, waar ook het droogdok Elbe 17 deel van uitmaakt, ligt aan de Norderelbe. Norderwerft is een tweede scheepswerf. Vroeger waren er in Steinwerder nog drie andere scheepswerven:
- Scheepswerf Schlieker, 1954 t/m 1962 (faillissement), werfterrein overgenomen door Blohm & Voss
- HC Stülcken Sohn, opgericht in 1840, overgenomen door Blohm + Voss in 1966 en gesloten
- AG Vulkan Hamburg (1905 tot 1929), vanaf 1930: Howaldtswerke AG Kiel, voormalige afdeling Vulcan, vanaf 1939: Howaldtswerke AG, vanaf 1953: Howaldtswerke Hamburg AG, vanaf 1968: Howaldtswerke- Deutsche Werft (HDW) - Ross fabriek, 1986/87: Ross Industrie GmbH (HDW Hamburg werd in 1985 gesloten)